# 노엘 갤러거
노엘 토머스 데이비드 갤러거(영어: Noel Thomas David Gallagher, 1967년 5월 29일~)는 영국의 록 밴드 오아시스의 전 주요 작곡가이자 리드 기타리스트이며 때때로 보컬리스트로도 잘 알려진 영국의 뮤지션이다. 맨체스터 버니지에서 그의 남동생인 리암 갤러거와 자라며, 노엘은 13살에 수습 기간 동안 다일 로버트슨으로부터 기타 레슨을 받았다. 노엘은 건축 회사에서의 일련의 어중간한 일들을 하다가 1988년 맨체스터 출신의 밴드인 인스파이럴 카펫츠의 로디이자 기타 테크니션으로 합류한다. 인스파이럴 카펫츠의 투어 동안 그는 남동생인 리암이 (오아시스라는 이름을 갖기 전의 이름인) The Rain이라는 자기만의 밴드를 만든 것을 알게 된다. 후에 리암은 노엘을 밴드에 영입하게 되었고, 노엘은 밴드의 실질적인 리더격이 되었다.
몇 년 안에 오아시스는 그들의 데뷔 앨범인 《Definitely Maybe》(1994)로 이른 성공을 얻게 된다. 노엘은 오아시스가 계속하여 많은 평론들과 상업적인 성공을 즐기는 동안 브릿팝 운동의 중심을 떠맡았다. 그의 거리낌 없는 의사 표현은 그를 "원로 정치인"과 같은 평판을 갖게 해 주었고, 이에 NME는 그를 "록 음악계에서 가장 영리한 사람"이라 평가하기도 했다. 이 때의 밴드 경력은 그들의 두 번째 앨범인 《(What's the Story) Morning Glory?》(1995)와 브릿팝 밴드 동료인 블러와의 라이벌 관계로 요약할 수 있다. 브릿팝이 소멸하구 난 이래로 노엘은 오아시스의 정규 앨범 4개를 더 냈다. 2009년 8월 28일, 파리공연 직전 남동생 리암과의 말다툼 이후에 그는 밴드를 떠났다. 2009년 10월 23일, 노엘 갤러거는 그의 솔로 경력을 쌓을 의도를 확실시하였고, 이후 노엘 갤러거스 하이 플라잉 버즈(Noel Gallagher's High Flying Birds)를 결성하였다.
특히 브릿팝이 정점을 찍는 동안 오아시스 활동은 난기류로 얼룩져 있었다. 그는 리암과 몇 차례의 충돌이 있었고, 갤러거 형제의 싸움과 과격한 라이프스타일은 영국 타블로이드 신문을 매번 장식했다. 그러나 그는 브릿팝의 선두주자로 흔하게 여겨졌다. 한 때 NME는 많은 브릿팝 밴드들(쿨라 셰이커, 오션 컬러 씬, 캐스트를 포함한)의 성공에 노엘의 영향이 있었다고 말하며, 그들을 "노엘락(Noelrock)"으로 칭하기도 했다. 많은 이들이 노엘의 작곡 능력을 높게 평가하며, 조지 마틴은 노엘을 '그의 세대에서 가장 훌륭한 작곡가'라고 표현하였다.

## 생애

### 어린 시절(1967~1991)
노엘 갤러거는 맨체스터 롱사이트에서 아일랜드계통인 부모 페기 갤러거와 토마스 갤러거 사이에서 태어났다. 그는 위로 형인 폴 갤러거가 있는 차남이었는데 1972년에 막내 리암 갤러거가 태어나자마자 가족은 버니지의 애쉬번 애비뉴로 거처를 옮겼다. 노엘은 행복하지 않은 어린 시절을 보냈다. 그와 그의 형제들은 그들의 아버지에 의해 자주 폭력을 당했으며 그는 항상 우울했고 때문에 리암은 그를 "우리집의 괴짜"라고 표현했다. 아버지의 폭력 때문인지 노엘과 그의 형 폴 갤러거는 말더듬이 증세를 가지기도 했다. 장남인 폴은 그만의 방을 가졌고 노엘은 리암과 같은 방을 쓰도록 강요당했다.
페기 갤러거는 1976년 그의 남편과의 이혼을 요구했다. 1983년 그녀는 마침내 세 아들을 데리고 토마스 갤러거를 떠난다. 십대 소년이었던 형제들, 특히 노엘은 자주 무단 결석을 했으며 경찰과의 트러블도 잦았다. 그의 어머니가 학교의 식당에서 근무하던 시절 노엘은 수업을 빠지기 전 점심시간에 그의 어머니를 방문하곤 했다. 그는 15살 때 선생님에게 밀가루백을 던졌단 이유로 퇴학당하게 된다.
노엘은 십대에 자동차 스테레오를 훔치고 주거침입한 적이 있다고 시인한다. 1980년대에 그는 메인 라인 크루(Maine Line Crew), 언더-5즈(Under-5s), 영 거브너(Young Guvnor)와 같은 난봉에 가까운 축구 팬클럽 활동을 하기도 했으며 13살 때는 코너샵의 물건을 훔친 죄로 6달동안 보호관찰을 받게 된다. 노엘은 이때 처음으로 라디오에서 나오는 좋아하는 곡을 흉내내며 그의 아버지가 남겨두고 간 기타를 독학하기 시작했다. 그는 1983년에 더 스미스의 데뷔 싱글앨범 《This Charming Man》을 듣고 굉장한 감명을 받는다. 노엘 갤러거는 그 때를 회상하며 이렇게 말한다. "그 날 이후로 나는 조니 마(기타리스트)처럼 되길 꿈꿨어"
십대의 갤러거 형제들은 건축업에 종사하느라 아버지를 볼 기회는 많지 않았다. 하지만 그들의 관계는 여전했다. 노엘은 그들이 언제나 다퉜기 때문에 매일 밤마다 9시까지 일해야 했다고 주장했다. 노엘은 아버지의 회사를 떠나 브리티쉬 가스라는 건축회사에서 일하게 되는데 후에 가스 파이프가 떨어지는 일이 발생해 오른쪽 발을 다친다. 그는 회사창고에서 가급적 육체적 노동을 삼가라는 지시를 받고 그 시간을 기타연습과 곡을 만드는데 썼다. 노엘은 그의 앨범 《Definitely Maybe》 중 〈Live Forever〉와 〈Columbia〉를 포함한 적어도 3곡 이상을 이 창고에서 썼다고 회상한다. 그는 그 창고의 벽은 금빛으로 도배되어 있었다고 주장하며 그 곳을 "대박 창고(The Hit Hut)"라 불렀다. 1980년대 후반 원룸에 사는 실업청년이었던 노엘은 대부분을 마약과 작곡과 기타로 시간을 보냈다. 그의 음악적 취향은 비틀즈, 티렉스, 더 후, 롤링 스톤즈, 슬레이드, 킹크스, 더 스미스, 더 스몰페이스등과 같은 브릿팝밴드를 중심으로 형성되어 갔다.
1988년 5월, 노엘은 스톤 로지스의 공연 도중 인스파이럴 카페츠의 기타리스트 그래함 램버트를 만난다. 둘은 친분을 쌓아갔고 노엘은 인스파이럴 카페츠 공연의 단골이 되었다. 언젠가 보컬 스티븐 홀트가 밴드를 떠난다는 소리를 들었을 때 노엘은 보컬 오디션에 참가한 적이 있다. 그는 탈락되었지만 대신 2년동안 밴드의 공연 매니저로써 동행한다. 가수 톰 힝글레이는 노엘의 경력은 헛것이 아니라고 말한다. "그의 사업가로써의 재능과 일에 대한 철학, 그리고 유머센스는 밴드에 활력을 불어넣어줬어." 노엘은 비틀즈를 좋아하는 모니터 엔지니어 마크 코일과 친분을 쌓으며 같이 그들의 곡을 해부해보곤 했다.

### 오아시스 가입(1991~1994)

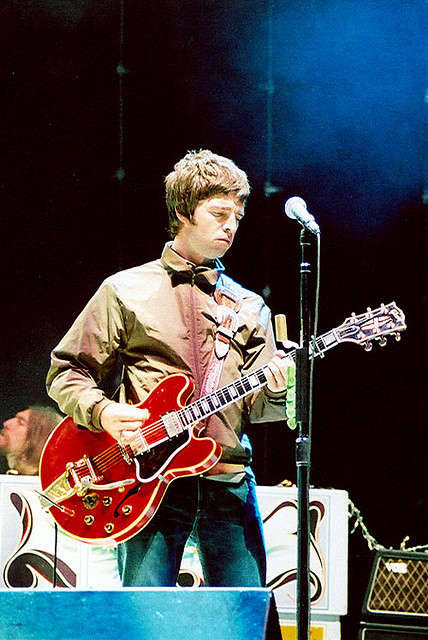
미국에서 공연 중인 노엘 갤러거

1991년, 노엘은 인스파이럴 카펫츠와 동행한 아메리카 투어에서 돌아와 그의 동생 리암이 밴드 더 레인의 리드보컬이 됐음을 알게된다. 노엘은 맨체스터의 보드워크에서 그들의 콘서트를 보았으나 특별한 인상을 받지 못했다. 노엘은 리암의 밴드 매니저가 되달라는 요청을 거절하고 대신 밴드를 통솔하고 자신만이 밴드의 곡을 쓰겠다는 조건으로 밴드에 가입했다. 이는 루머라는 말이 많다. 다른 정보에 의하면, 노엘이 리암과 다른 그룹멤버들에게 이렇게 말했다고 전해진다. "너희가 나에게 곡을 쓸 수 있게 해주면 너희를 정상에 데려가 줄게. 아니면 너흰 그냥 맨체스터에서 썩어나가게 될거야." 밴드초기 노엘은 밴드와 관련된 대부분의 일을 혼자 맡았으므로 그는 "치프"라는 별명을 얻었다.
1993년 5월, 밴드는 크리에이션 레코드의 관계자가 스코틀랜드 글래스고에 있는 King Tut's이라는 클럽에서 스카우팅을 하고 있다는 소식을 듣는다. 그들은 6시간의 여행을 위한 밴과 돈을 준비했지만 도착했을때는 공연리스트에 없다는 이유로 입장을 거부당했다. 하지만 그들은 이에 굴하지 않고 자기들과 같은 방을 쓰고 있던 자매 밴드의 도움으로 공연할 수 있게 되었다. 결국 4곡을 연주해 크리에이션 레코드사의 설립자인 알란 맥기의 눈에 띄게 되었다. 맥기는 그들의 라이브 데모테이프를 소니 아메리카에 넘기고 일주일뒤 오아시스를 런던으로 초대해 6장의 앨범의 계약을 맺었다. 그는 당시 6곡만을 가지고 있었다고 주장했기 때문에 그의 성공을 "엉터리"(bullshitting)라 부르며 자신을 낮추었지만 맥기는 그들이 만났을 때 노엘이 이미 50여곡의 곡을 가지고 있었으며 그가 계약을 따르며 얼마나 많은 수의 곡을 썼는지에 대해 그저 겸손한 거짓말을 했다고 믿었다. 리처드 애시크로프트 또한 오아시스에 깊은 인상을 받아 그들을 그의 밴드 "버브"의 오프닝을 부탁하며 투어에 초대했다.
〈Supersonic〉은 1994년 초반에 발매되어 UK 차트 31위를 차지했다. 이 싱글은 1994년 8월에 발매된 그들의 성공적인 데뷔앨범 《Definitely Maybe》에 수록되었다. 이 앨범은 UK 차트 1위를 차지하며 영국 역사상 가장 빨리 팔린 데뷔앨범이 되었다. 그들의 빠른 성장에도 불구하고 노엘은 1994년 첫 번째 미국투어 도중 오아시스를 떠난다. 상황은 최악이었고, 그는 아직도 그런지와 메탈에 몰두해 있는 미국관객들이 밴드를 이해하지 못한다고 생각했다. 노엘은 그의 곡 〈Live Forever〉은 그런지장르의 염세주의에 반발해 만들었다고 말한다. 노엘과 리암의 사이는 비참했던 로스앤젤레스 공연 뒤 최고점에 이르렀다. 음악활동을 관두기로 한 노엘은 밴드에 아무말도 없이 샌프란시스코로 떠나는데 그는 이 시기 자신과 있어주었던 어떤 여인에게 감사하며 〈Talk Tonight〉이란 곡을 쓴다. 결국 그는 라스베이거스를 돌아다니다 크리에이션의 팀 애벗에 의해 발견되어 밴드활동을 다시 시작하기로 마음먹게 되고 돌아온 노엘은 리암과 화해해 미니애폴리스에서 투어를 재개했다.

### 브릿팝과 명예의 무게(1995~1997)
1995년 아직 오아시스의 두 번째 앨범 《(What's the Story) Morning Glory?》가 아직 성공을 거두기 전, 싱글 〈Some Might Say〉가 오아시스의 첫 번째 UK차트 1위를 차지했다. 비록 처음 사람들의 관심은 냉담했으나 곧 이 앨범은 영국에서 두 번째로 빨리 팔린 앨범이 되었고, UK 앨범차트의 1위와 4위를 차지하며 빌보드 탑 200에 올랐다.
오아시스의 성공과 새로운 명예와 행운은 노엘을 떠나지 않았고 그와 그의 동생 리암은 그들의 "로큰롤 라이프스타일"로 유명해졌다. 그들은 애주가였고 마약을 했으며 팬들과, 비평가들과, 동료들과, 그리고 그들끼리 서로 싸워대곤 했다. 또한 이안 브라운, 폴 웰러, 매니와 같은 유명인사들과 친구가 되기도 했다. 노엘 갤러거는 운전할 수도 수영할 수도 없음에도 사치적으로 많은 차와 수영장을 사댔다. 그는 런던 벨사이즈 파크에 있는 그의 집을 〈Champagne Supernova〉의 곡명을 따 "슈퍼노바 헤이츠(Supernova Heights)"라고 부르며 기르는 두마리 고양이의 이름을 좋아하는 담배회사의 이름을 본따 각각 "Benson"과 "Hedges"라고 지었다.또한 그는 90년대의 시간을 약과 술에 취해 있는 것으로 썼다. 그는 당시 그의 인생에서 최고의 시간들을 만끽했고, 모든 물건에 이름을 지어 주었다.

오아시스는 두장의 싱글, 〈Wonderwall〉과 〈Don't Look Back in Anger〉로 각각 2위와 1위를 차지하며 큰 성공을 거두었다. 원래 노엘은 〈Wonderwall〉의 리드보컬을 맡고 싶었으나 리암이 자신이 부르겠다고 주장했고, 노엘은 대신 〈Don't Look Back in Anger〉의 리드보컬을 맡았다. 1995년 그는 자선앨범 《Help!》에서 두개의 곡을 부른다. 하나는 배우이자 오아시스의 팬인 조니 뎁과 그의 여자친구였던 케이트 모스가 참여한 〈Fade Away〉였고 하나는 폴 웰러, 폴 매카트니 그리고 슈퍼그룹 Smokin' Mojo Filters가 참여한 비틀즈의 1969년 히트곡 〈Come Together〉이었다. 노엘은 그 외에도 케미컬 브라더스, 이안 브라운, 더 스탠즈, 프로디지등과 함께 작업하기도 했다. 1996년 노엘의 영향력은 커져 6월 NME 기사는 이렇게 논했다. "만약 이 시대 가장 성공적인 작곡가 노엘 갤러거가 어떤 그룹을 칭찬한다면 그들이 더 많은 명성과 판매량을 얻을 것은 저명한 일이다. 그러나 노엘이 칭찬한 밴드가 고작 대여섯 정도밖에 되지 않는 것을 고려해보면, 그가 하는 행동은 강력한 음모나 다름없다." NME는 노엘이 칭찬한 그룹 부 래들리스, 오션 컬러 씬, 캐스트를 한데 엮어 "Noelrock"이란 제목으로 기사를 썼다.
1996년 5월, 영국의 한 신문사가 갤러거의 아버지에게 돈을 쥐어주며 사주했고 노엘과 리암은 투어중 그들의 아버지와 마주치게 된다. 노엘은 그의 방을 나갔고 후에 이렇게 코멘트했다. "내가 그일에 신경쓰는 한 난 아버지같은거 없어. 그는 내 아버지가 아니라고. 난 그 어떤 형식으로도 그를 존경하지 않아." 같은 년도, 오아시스는 넵워스의 250,000여명의 팬들앞에서 이틀동안 공연을 펼쳤다.《(What's the Story) Morning Glory?》와 《Be Here Now》는 오아시스의 팬들이 가장 애타게 기다리던 앨범이 되었다. 이 앨범의 곡들은 저번 두장의 앨범과 마찬가지로 모두 노엘에 의해 쓰여졌다. 초기에 벌였던 광고들, 비평가들의 긍정적인 평가, 그리고 상업적인 성공에도 앨범은 기대처럼 오래가지 못했고, 《Be Here Now》를 향했던 사람들의 호응은 일시적이었다. 많은 사람들이 노엘이 그 당시 마약중독증세에 시달리고 있었고 그가 밴드에 관심이 없었다는 이유로 대중들이 이 앨범에 대해 지나치게 관대하고 또한 과대평가되었다고 생각했다.
이 즈음 노엘은 마약중독에 의한 공황장애에 시달렸다. 그는 외로움과 편집증을 겪으며 〈Gas Panic!〉을 써냈고 이 곡은 곧 2000년도 앨범《Standing on the Shoulder of Giants》에 실렸다. 그는 1998년 6월 5일부로 마약을 끊었다고 주장한다. 2001년 그는 그때를 회상하며 말했다. "난 마약을 좋아했지. 꽤 잘했어. 하지만 난 거의 1년 동안 공황발작에 시달렸고 내가 원했기 때문에 끊었어. 우선 판단을 내리고 나면 그 뒤는 쉬운 법이야." 1993년과 1998년사이 그는 어떤 한 가지도 제대로 기억해 내는 것이 힘들다고 말했다.

### 후기 브릿팝(1997~2009)
《Be Here Now》를 둘러싼 과대광고가 엹어질 즈음 비판적인 반응들은 좀 더 진정되었고 사려적이 되었는데 이것은 곧 미디어의 반발로 이어졌다. 1997년, 다우닝 가 10번지에서 영국의 국무총리 토니 블레어가 다음 선거를 위해 주관한 파티에 노동당을 지지한 다른 유명인사들과 함께 노엘도 이 자리에 참석했고, 이 때문에 그는 많은 비판을 받는다. 리암과 블러의 데이먼 알반은 "시시껄렁한 얘기 잘 즐겨, 친구(comrade)"라며 초대를 거절했다. 정치인과 어울리는 노엘의 모습-특히 블레어 총리와 웃으며 술을 마시고 있는 유명한 사진-을 본 사람들의 인식은 〈Up in the Sky〉와 같은 곡들을 통해 형성되었던 "노동자계층의 영웅"의 칭호와 대립했다.
1999년, 리듬 기타리스트 폴 "본헤드" 아더스가 노엘과의 말다툼으로 인해 오아시스를 탈퇴했고, 뒤따라 베이시스트 폴 맥기건이 밴드를 나갔다. 때문에 네 번째 스튜디오 앨범인 《Standing on the Shoulder of Giants》는 드러머 앨런 화이트와 노엘에 의해서만 녹음되었는데, 모든 기타파트를 노엘이 맡았다. 그는 본헤드의 탈퇴에 대해 이렇게 말했다. "이건 확실히 비틀즈를 떠나는 폴 매카트니는 아니야. 안그래?" 녹음이 끝난 뒤 그는 본헤드의 자리를 메꿀 사람으로 겜 아처를 선택했다.
그 해 후반, 앨런 맥기는 크리에이션 레코드를 떠나기로 결심하고 레이블의 51%를 소니에 팔았다. 노엘은 이 기회를 틈타 빅 브라더 레코딩(Big Brother Recordings)를 설립했지만 소니의 에픽 레코드는 계속 밴드의 국제적인 유통문제를 맡았다. 새 앨범이 나올 즈음 라이드의 멤버였던 앤디 벨이 베이시스트로 들어온다. 2001년, 노엘은 후에 Shack과 Proud Mary의 앨범을 발매하게 되는 레이블 'Sour Mash Records'를 설립한다. 이 레이블을 통해 Proud Mary는 《The Same Old Blues》로 데뷔할 수 있었고, 그 또한 프로듀서로 데뷔한 셈이 되었다.
2006년 후반, 노엘은 겜 아처, 테리 커크브라이드와 함께 영국, 유럽, 일본, 미국 그리고 오스트레일리아를 돌며 성공적인 세미어쿠스틱 공연을 펼쳤고, 2007년 비슷한 종류의 공연에 착수해 그해 5월 모스크바에서 오아시스의 멤버로서는 처음 러시아에서의 공연을 가지기에 이른다. 노엘은 당시 제기된 솔로활동을 계획하고 있다는 추측들을 부인했다. 2007년 후반기, 노엘은 나머지 오아시스 멤버들과 합류해 2007 브릿 어워드의 "Outstanding Contribution to Music"부문 상을 수상했다.
2007년과 2008년 애비 로드 스튜디오와 로스앤젤레스에서 그들은 7번째 앨범을 녹음했고 2008년 늦여름, 장장 12개월에 걸친 투어를 시작했다.
2009년 5월, 타임즈지는 아이튠즈와 합세하여 2007년 5월 27일 Teenage Cancer Trust의 자선활동을 위해 로얄 알버트 홀(Royal Albert Hall)에서 펼쳤던 노엘의 세미 어쿠스틱 공연 라이브 녹음 앨범을 발매했다. 《The Dreams We Have As Children(Live for Teenage Cancer Trust)》은 노엘이 좋아하는 곡들의 커버버전과 함께 오아시스의 옛곡과 희귀한 트랙들로 이루어져 있다.

### 오아시스 탈퇴(2009)
2009년 8월 28일, 그의 동생이자 밴드의 프론트맨인 리암 갤러거와의 다툼 뒤 노엘은 오아시스를 탈퇴했다. 금요일 자정이 되기 조금 전 그는 밴드의 홈페이지에 글을 올렸다. "약간의 슬픔, 그리고 큰 안도감과 함께 오늘밤 오아시스를 탈퇴한다는 이야기를 전한다. 사람들은 자신들이 원하는 대로 쓰고 떠들어댈 테지만, 간단히 말해 난 리암과 더 이상 단 하루도 같이 일할 수 없다. 파리, 콘스탄츠, 밀라노공연을 위해 티켓을 산 모든 사람들께 사과한다." 홈페이지에는 노엘이 쓴 다른 글이 잇따라 올라왔다.
| “ | Dearly beloved, it is with a heavy heart and a sad face that I say this to you this morning. 친애하는 여러분, 저는 오늘아침 무거운 마음과 슬픈 얼굴로 이런 말씀을 전해 드립니다. As of last Friday the 28th August, I have been forced to leave the Manchester rock'n'roll pop group Oasis. 지난 8월 28일 금요일부로 저는 어쩔 수 없이 맨체스터의 로큰롤 팝 그룹 오아시스를 떠나게 되었습니다. The details are not important and of too great a number to list. But I feel you have the right to know that the level of verbal and violent intimidation towards me, my family, friends and comrades has become intolerable. And the lack of support and understanding from my management and band mates has left me with no other option than to get me cape and seek pastures new. 자세한 사정은 중요하지도 않고, 모두 열거하기엔 너무나 많습니다. 하지만 저와 제 가족,친구, 그리고 동료들을 향한 언어적 폭력과 위협의 정도에 대해 당신들도 알 권리가 있다고 느낍니다. 저의 매니저와 멤버들의 지지부족과 이해부족 또한 저로 하여금 망토를 걸치고 새로운 초원을 찾아 나설 수밖에 없게 만들었습니다. I would like firstly to offer my apologies to them kids in Paris who'd paid money and waited all day to see us only to be let down AGAIN by the band. Apologies are probably not enough, I know, but I'm afraid it's all I've got. 우선 또 다시 밴드에 실망하기 위해 돈을 내고 손꼽아 기다린 셈이 되어버린 파리의 팬들께 사과드립니다. 사과로는 충분하지 않겠지요. 하지만 이것이 제가 할 수 있는 전부입니다. While I'm on the subject, I'd like to say to the good people of V Festival that experienced the same thing. Again, I can only apologise - although I don't know why, it was nothing to do with me. I was match fit and ready to be brilliant. Alas, other people in the group weren't up to it. 이야기가 나온 이상, 같은 일을 당한 V페스티벌의 좋은분들께도 말씀드리고 싶습니다. 이번에도 제가 드릴 수 있는 건-제가 왜 이래야 하는지는 모르겠습니다만- 사과밖에는 없습니다. 그것은 저와는 관련없는 일이었거든요. 제 기분은 완벽했고 환상적인 공연을 펼칠 준비가 되어있었습니다. 하지만 슬프게도 다른 밴드들은 감당할 수 없었던 것 같군요. In closing I would like to thank all the Oasis fans, all over the world. The last 18 years have been truly, truly amazing (and I hate that word, but today is the one time I'll deem it appropriate). A dream come true. I take with me glorious memories. 끝으로 저는 전 세계에 있는 모든 오아시스 팬들께 감사드리고 싶습니다. 지난 18년은 정말, 정말로 놀라웠습니다.(전 이 단어를 싫어하지만, 오늘만큼은 이 단어가 가장 적합할 것 같군요.) 진짜가 되어버린 꿈. 이 영광스러운 기억들을 저와 함께 가져갈 것입니다. Now, if you'll excuse me I have a family and a football team to indulge. 이제, 만약 여러분이 양해해주신다면 저는 가족과 축구팀에 열중하도록 하겠습니다. I'll see you somewhere down the road. It's been a fuckin' pleasure. 길바닥 어딘가에서 당신을 만나길 빌게요. 그동안 즐거웠습니다. Thanks very much. 대단히 감사합니다. Goodbye. 그럼 안녕히. NG. 노엘 갤러거. | ” |

### 솔로 활동(2010~)
오아시스가 아닌 노엘의 첫 번째 콘서트 계획은 2010년 2월 1일에 발표되어 2010년 3월 25일과 26일 런던의 로얄 알버트 홀에서 영국의 암환자 청소년들을 위한 공연을 가졌다. 과거 스톤 로지스의, 지금은 프라이멀 스크림의 베이시스트인 매니와
성가대 크라우치 엔드 페스티벌 코러스(Crouch End Festival Chorus), 그리고 오케스트라 악단 와이어드 스트링즈(Wired Strings)가 이 공연들에서 그와 함께 연주했다. 테리 커크브라이드, 겜 아처, 제이 달링턴 또한 그와 함께 했다. 대부분의 셋은 어쿠스틱으로, 다양한 오아시스 앨범 트랙과 B사이드 곡들이 연주되었는데
이것은 2007년 그가 로얄 알버트 홀에서 가진 공연의 셋과 매우 비슷했다. 이전에 듣지 못 했던 새로운 곡의 연주는 없었으며 "자선을 위해 새로운 곡을 연주하기는 싫다"며 이 공연은 "알맞은 때와 장소가 아니다"라고 말했다.

## 사생활
노엘의 형 폴의 말에 따르면 노엘은 어렸을때부터 언제나 몇몇 여자친구를 두는 등 여자들 사이에서 인기가 많았다고 한다. 그가 18살때, 그의 여자친구 다이앤에게 프로포즈했으나 결혼하지 못하고 끝내 헤어졌다. 1988년 노엘은 그의 당시 여자친구 루이즈 존스와 함께 살기위해 집을 나와 6년동안 동거했다. 그들의 관계는 꽤 격렬했는데, 잦은 이별에도 며칠뒤면 다시 재결합하곤 했다. 오아시스의 곡 〈Slide Away〉는 노엘이 그녀를 위해 만든 곡이다. 그는 그녀를 '소울메이트'라 불렀고 1994년 6월 그들이 헤어졌을 때 노엘은 그녀를 잊을 수 없을 것 같다고 말했다.
1997년 6월, 노엘은 라스베이거스에서 메그 메튜스와 결혼한다. 두사람은 1994년 메그의 룸메이트이자 노엘과 사귀고 있던 MTV 캐스터 레베카 드 루보를 통해 알게 되었다. 노엘이 말하는 바에 의하면 그는 메그가 더 좋았기 때문에 레베카를 차버리고 대신 메그와 사귀기 시작했다고 말한다. 메그는 2000년 딸 아나이스를 낳지만 머지 않아 그들은 동생 리암이 팻시 켄짓과의 결별을 선언한지 두달만인 2000년 9월 5일, 노엘 역시 맥과 각기 다른 길을 가게 된다. 풍문에 따르면 메그는 시골에서 사는 것을 견디지 못했으며, 런던에 있는 친구들과의 파티를 그리워했다고 한다. 그리고 2000년 10월, 노엘은 이비자에서 사라 맥도날드를 만나게 되고, 2001년 1월 메그와 이혼한다. 이에 대해 노엘은 바람은 그저 빨리 이혼하기 위한 수단이었고 그 전까지는 절대 아내에게 불성실한 적이 없다고 주장한다. 이혼 후 긴 교제에 들어간 그들은 2002년 잠시 헤어지지만, 얼마 지나지 않아 다시 재결합한다. 그들은 노엘이 《Standing on the Shoulder of Giants》의 투어도중 빠졌을 때 이비자의 '스페이스'라는 클럽에서 처음 만났다. 〈Waiting for the Rapture〉은 그들의 만남에 대한 곡으로, 노엘은 "지난 8년을 같이 보낸 매우 특별한 그 사람에 대한 곡" 이라고 설명한다. 2007년 사라는 노엘의 둘째 아이 도노반 로이 맥도날드 갤러거를 출산했다.
그는 BBC 라디오 2의 러셀 브랜드 쇼(The Russell Brand Show)에 거의 모든쇼에 나타나며 빈번히 출연하는 게스트이다. 노엘은 브랜드에게 그가 비공식 공동 사회자라고 불리길 원하기도 한다. 다른 주목할만한 친구로는 노엘이 〈Cast No Shadow〉를 바치기도 한 버브의 리처드 애시크로프트, 섹스 피스톨즈의 존 라이든과 스티브 존스, 밴드 카사비안의 멤버들, 앤디 니컬슨, 복서 리키 해튼, 폴 매카트니, 리버풀 FC 선수 제이미 캐러거, 크리스 마틴, 조니 마, 폴 웰러, 조니 뎁,(그는 오아시스의 곡 〈Fade In-Out〉의 슬라이드 기타부분을 녹음했고 그가 자주 쓰던 글자 P가 새겨져있는 기타를 노엘에게 주기도 했다.) 이안 브라운
, 케이트 모스(그녀는 런던에 방문할 때 그와 함께 지내곤 했다.) 등이 있다. 2001년 그의 개인 자산은 거의 2500만파운드(약 500억원)에 육박했으며, 2009년 선데이 타임즈(The Sunday Times)가 선정한 부자리스트에서는 노엘과 리암의 재산이 합 5200만파운드(약 천억원)가 넘는다고 추산했다.
노엘은 맨체스터 시티 FC의 서포터를 맡을 정도로 큰 축구팬이다. 그는 전(前) 시티 미드필더 조이 바턴의 친구이며, 오아시스 다큐멘터리 "Lord Don't Slow Me Down"에 출연한 적이 있고 2006 FIFA 월드컵 중 노엘을 이탈리아의 "행운의 마스코트"라고 표현하기도 했던 이탈리아 스트라이커 알레산드로 델 피에로와도 친구 사이이다.
2005년 노엘은 U2의 보노에 대해 "그는 옳은 말들을 한다"며 함께 그의 기독교적 뿌리와 기도의 방법에 대해 의논했다. 하지만 뒤이은 2006년, 노엘은 러셀 브랜드와의 라디오 인터뷰에서 그는 신이나 혹은 인도해주는 힘을 믿지 않는다고 다시 성명했다. 비록 노엘이 종교적인 사람은 아닐지 몰라도 그의 경력을 통해 보여지는 많은 곡들은 종종 신을 언급한다.(Carry Us All, Gas Pani!, The Hindu Times, Little by Little, Let's All Make Believe 등) 《Dig Out Your Soul》의 모든 트랙들 또한 오아시스의 다른 멤버들의 곡들과 함께 신과 성서에 관련된 가사를 보여주고 있고, 노엘은 이것을 '종교적 아마겟돈'이라고 설명했다. 하지만 최근《Dig Out Your Soul》의 종교적 시점에 대한 인터뷰에서 노엘은 말한다. "이것봐, 난 내가 뭔지, 어떤지 몰라. 만약 내가 무신론자였다면 난 그냥 신을 믿지 않는 것에 대한 곡을 썼을 거야-하지만 난 내가 뭔지 모르지."
2008년, 노엘은 다음과 같이 말하며 음악가 제임스 블런트의 주거지 가까이에 위치한 이비자(Ibiza)에 있는 집을 판다는 소식을 알렸다. "블런트가 가까이 살며 끔찍한 음악을 만들어 낸다는 사실엔 도저히 못견디겠더군."

## 작곡과 음악가정신
노엘 갤러거는 오아시스의 주요 작곡가였다. 밴드 초기의 앨범에선 그만이 유일하게 작곡을 담당했다. 노엘은 자신의 곡에 대한 자화자찬으로 자주 비판을 받곤 하는데, 그는 이에 대해 이렇게 답변한다. "만약 당신이 〈Live Forever〉를 썼다면 당신도 그 곡을 매일 다른 버전으로 부르고 있을거야" 그는 또한 그의 우상의 음악을 도용한 일로 비평가들에 의해 자주 비난 받기도 한다. 하지만 노엘은 그의 음악에 담겨있는 존경심은 의도적인 것이라고 솔직하게 말한다. 1996년 '기타월드'의 인터뷰에서 그는 스스로를 "곡을 쓰는 한명의 팬"이라고 설명하며 이렇게 말했다. "난 내가 최고의 작곡가라고 말하고 있는 게 아니야. 보통 난 이것들이 세상 최고의 곡이라고 말한다구." 비평가들의 "뻔뻔스러운 리프 도용"에 대한 그의 반응은 다음과 같았다. "아니, 난 거기에 죄의식을 느끼지 않아. 하지만 당신들은 그걸 못했기 때문에 화가 난거지."

노엘은 천성적인 왼손잡이이지만 기타를 칠 때만큼은 오른손으로 연주하는데, 그는 그것이 오른손으로 할 수 있는 유일한 일이라고 주장한다. 2005년, 노엘은 가끔 그조차 자신의 가사를 이해할 수 없다고 코멘트했다. "〈Don't Look Back in Anger〉을 중간쯤 부르고 있을 때 속으로 생각했어. '난 이게 무슨 뜻인지 아직도 모르겠다고!'" 그리고 그는 최근 인터뷰에서 그의 또다른 노래인 "Champagne Supernova" 역시 무슨 뜻인지 잘 모르겠다고 시인했다.

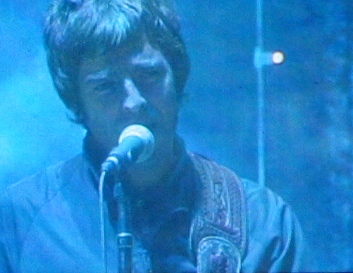
2005년 캘리포니아 콘서트 중

### 밴드내 변화
노엘의 메인 작곡가로서의 역할은 다른 멤버들의 활동을 전면적으로 넓히면서 변화하게 되었다. 《Standing on the Shoulder of Giants》는 그의 동생이자 프론트맨인 리암 갤러거가 쓴 곡이 수록되어 있는 첫 번째 앨범이다. 더 나아가 《Heathen Chemistry》는 싱글 〈Songbird〉를 포함한 리암의 세곡, 겜 아처의 한 곡, 앤디 벨의 한 곡을 담고있다. 《Don't Believe the Truth》에는 리암의 또다른 세개의 곡과(그 중 한곡인 〈Love Like a Bomb〉는 겜과 공동작곡) 겜의 한 곡, 앤디의 두곡이 실렸다. 가장 최근의 두 앨범, 특히 《Don't Believe the Truth》는 영국에서 전보다 더 많은 비판과 상업적 성공을 동시에 동반하며 환영받았다. 또한 《Don't Believe the Truth》의 두 번째 싱글 〈The Importance of Being Idle〉은 노엘이 부른 곡으로서는 두 번째로 UK 차트에 오른 곡이 되었고, NME의 "2005년 최고의 곡"부문 후보로 올랐으며, Q magazine이 선정한 "2005년의 가장 훌륭한 곡"이 되었다. 그러나 최근 오아시스 앨범에서 줄어든 작곡가로서의 역할을 채우기라도 하듯이 보여준 리드 싱어로서의 활약은 리암과의 관계에 어떠한 긴장감을 주었다.

《Don't Believe the Truth》의 레코딩 세션동안 비틀즈의 드러머였던 링고 스타의 아들이자 더 후와 조니 마의 전 드러머였던 잭 스타키가 들어와 앨런 화이트의 빈자리를 채우게 된다. 그들과 오랜시간동안 함께 해왔던 드러머의 손실은 2005년 인터뷰에서 노엘의 코멘트를 촉구하게 만들었다. 그는 그 스스로를 재능있는 드러머라 칭하며 이렇게 말했다. "그것 때문에 많이 비난받았지. 하지만 난 밴드 내 최고의 드러머야."

## 둘러싼 논쟁들
노엘 갤러거는 무례하고 거침없는 독설로 유명하다. 그 스스로도 앨범 《Be Here Now》에 실린 곡 〈My Big Mouth〉를 통해 자신이 사회적 실수를 범하는 경향이 있음을 인정하고 있다. 그는 "사람들은 내가 바보같은 인터뷰 질문들에 대해 물의를 일으킬만한 대답만 한다고 생각하지만 난 무례하게 굴 생각은 없어. 난 그저 순수하게 느끼는 것들을 말할 뿐인걸. 내 양심은 깨끗하다고. 알겠어? 난 내 자신에게 솔직해. 다른 사람들은 엿이나 먹으라지." 이와 같은 의견은 그에게 "원로 정치인"과 같은 평판을 갖게 해주었고, NME는 그를 "록 음악계에서 가장 영리한 사람"이라 평가하기도 했다.

### 데이먼 알반과 블러
노엘의 제일 악명 높은 독설은 1995년 The Observer와의 인터뷰이다. 이 인터뷰에서 노엘은 라이벌 밴드인 블러의 멤버 데이먼 알반과 알렉스 제임스가 에이즈에 걸려 죽어버렸으면 좋겠다고 말했지만, 황급히 "에이즈는 웃을 일이 아니다"라며 공식적으로 사과했다. 이 사건은 《(What's the Story) Morning Glory?》이 아직 성공을 거두기 전에 일어났는데, 이것은 곧 동시대 브릿팝 밴드 블러와의 반목으로 이어졌다. 영국에 만연해 있었던 브릿팝 운동에서 그들의 출중하면서도 서로 다른 음악 스타일은 자주 비교되어 영국의 미디어들은 어떻게든 두 밴드간의 경쟁 의식을 포착하려고 노력했다. 갤러거 형제는 1996년 브릿 어워드에서 "최고의 영국 밴드" 부문 상을 수상할 때 블러의 곡 〈Parklife〉의 가사를 "Shite-life"로 바꿔 부르며 블러를 조롱했다. 노엘은 이 사건과 The Observer와의 인터뷰를 통해 자신이 블러에 대해 공격적임을 보여주었다.

노엘은 그들의 라이벌 관계는 매거진 NME와 블러의 주위사람들이 각자의 이익을 얻기위해 만들어 낸 것이라고 주장한다. 그리고 이러한 점에 따라 그는 그들에게 어떠한 존경심도 가질 수 없다고 말했다. 그러나 알반은 그들의 반목의 뿌리는 조금 더 사적인 데에 있다고 설명했다. 2007년 즈음 두 사람 사이의 긴장감이 어느정도 식었을 때, 노엘은 NME와의 인터뷰에서 이렇게 말했다. "난 데이먼을 굉장히 존중하고 있어. 정말이야. 왜냐하면 난 데이먼한테 무관심하거든. 그는 내가 자기를 머저리라고 생각한다고 생각하지. 뭐 우리의 리암이 그에게 잘 말해줄거야. 난 안 할래. 내게 그는 그저 다른 밴드의 가수이지 머저리는 아니니까. 아무튼 그에게 행운이 있길!" 2011년 펍에서 데이먼 알반과 우연히 마주쳐 술자리를 함께 한 이후에 노엘은 데이먼에게 상당히 우호적인 태도를 보여주고 있으며 90년대에 데이먼에게 했던 발언에 대하여 당시에는 늘 약에 취해있었고 기자들이 끊임없이 한심한 질문을 퍼부었기 때문이라고 해명한다.
2013년 3월 23일 노엘은 본인이 기획한 10대 청소년 암환자들을 위한 'Teenage Cancer Trust' 공연에서 데이먼 알반과 그레이엄 콕슨, 폴 웰러와 함께 합동 공연을 할 정도로 블러와의 관계가 좋아졌다.

### 리암 갤러거

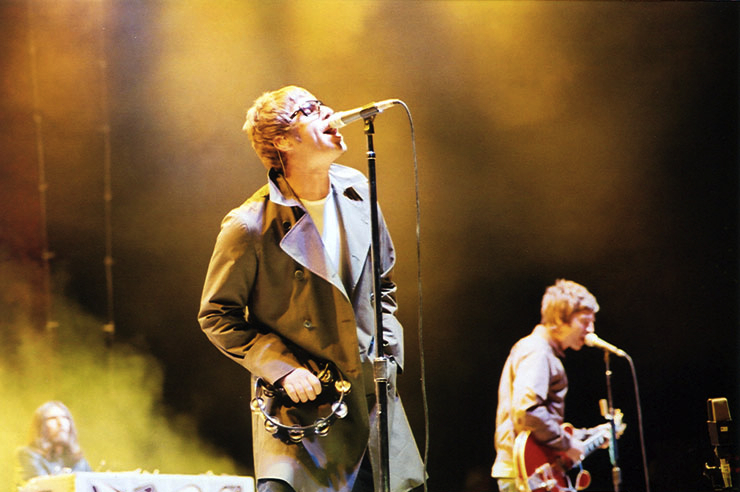
2006년 9월 14일 샌디에이고 쿠어스 극장에서 공연중인 리암 갤러거(좌)와 노엘(우)

갤러거 형제는 거친 사이로 유명하다. 그들의 말싸움 중 하나는 심지어 1995년 Wibbling Rivalry라는 제목의 부틀렉 싱글로 발매되었다. 최근 그들의 관계가 안정되어감에도 불구하고, 밴드의 초창기 시절 동안 그들은 실제로 주먹다짐을 수 차례 하곤 했다. 1994년 그들의 첫 번째 미국 투어 중 L.A.의 한 공연에서 리암은 노래의 가사를 바꿔 불러 미국 관중과 노엘을 화나게 만들었다. 그 공연 후에 그들이 만난 자리에서는 의자들이 날아다녔고, 노엘은 투어를 그만두고 떠나 라스베이거스로 향하였다.
오아시스의 두 번째 앨범인《(What's the Story) Morning Glory?》 세션 녹음 중에, 노엘이 곡작업을 하는 동안 리암이 그 지역의 술집에서 모든 사람들을 스튜디오로 초대하여 갤러거 형제는 크리켓 채를 가지고 격렬한 싸움을 하였다. 이 과정에서 노엘이 리암의 다리를 부러트렸다는 일화가 퍼져있지만 사실이 아니다. 당시 사건을 목격했던 프로듀서의 인터뷰에 의하면 리암의 다리가 부러진 것은 싸움 직전 노엘의 방문을 걷어찬 것이 원인이며 이 때문에 리암이 매우 부끄러워 했다고 회상한다. 리암 또한 인터뷰에서 다리가 부러진 것은 본인 탓이라고 인정한 바가 있다. 이 싸움은 형제가 열흘 뒤 포옹하는 것으로 마무리 되었다.
1996년에는 리암이 MTV Unplugged 방송을 위한 공연이 시작되기 몇 분 전에 세트를 나가버려 노엘이 대신 노래를 하는 사건이 발생하게 된다. 리암은 이것이 "목감기" 때문이라고 주장하였으나 나중에 밴드가 알아낸 바에 따르면 리암은 어쿠스틱으로 공연하는 것을 좋아하지 않았기 때문이었다. 밴드가 공연을 하는 동안 리암이 발코니에서 야유를 퍼붓기에 이르자 노엘은 더욱 화가 났다.
그들의 성패를 좌우하는 중요한 미국 투어를 위한 미국행 비행기에 밴드가 탑승하기 바로 직전, 리암은 그 당시 그의 아내였던 펫시 캔짓과 살 집을 찾아야 한다고 주장하며 공항에 남았다. 그는 나중에 남은 몇 개의 공연과 악명높은 MTV Awards 공연을 위해 밴드에 합류했다.
2000년 바르셀로나 투어 중 오아시스는 앨런 화이트의 팔이 움직이지 않게 되어 공연을 취소할 수밖에 없게 되었고, 밴드는 대신 그날 밤을 술을 마시며 보냈다. 이때 리암은 노엘의 그 당시 와이프였던 멕 매튜스에 관해 경멸스런 언급을 시작하며 노엘의 딸인 아나이스가 그의 친자식인지를 의심하는 등 노엘을 화나게 해 난투가 시작되었고 노엘은 리암에게 주먹을 날려 때려눕혔다. 이 사건 이후 노엘은 해외 투어를 중단한다고 선언하였으나 2000년 7월 8일 더블린 공연 때 오아시스로 다시 돌아왔다. 이 공연에서 두 형제는 〈Acquiesce〉곡 말미에 악수를 하였다.
하지만 이 두 형제 사이의 관계가 2009년 동안 다시 팽팽해져 결국엔 2009년 8월 28일 파리의 공연 바로 직전에 "밴드 내의 말다툼"으로 인해 콘서트가 취소되었다. 그날 저녁 노엘은 그가 오아시스를 떠난다고 확정지으며 "리암과는 단 하루라도 더 이상 같이 일을 할 수가 없다"고 말하였다. 오아시스의 웹사이트를 통해 노엘은 "슬픔과 큰 안도와 함께 오늘 밤 나는 오아시스를 그만두겠습니다" 고 말하였다. 8월 29일, 노엘은 그의 블로그에 "나와 나의 가족, 친구들을 향한 언어적, 신체적 폭력의 수준과 위협의 정도가 더 이상 참을 수 없을 정도가 되었습니다. 그리고 나의 매니지먼트와 밴드 동료들의 이해와 지지 부족이 저로 하여금 다른 선택 없이 망토를 두르고 새로운 초원을 찾아 나서게끔 하였습니다."라는 내용을 덧붙였다.

### 글래스톤베리
2008년 2월 1일, 제이지가 2008 글래스톤베리 페스티벌의 헤드라인을 장식할 것이라는 소식이 전해졌다. 하지만 이전 페스티벌의 표가 2시간만에 매진된 것과는 대조적으로 총 13,7500 석중 10,0000석도 채우지 못했다. 비평가들은 이에 대해 락밴드와는 상반되는 힙합가수를 내세운 것이 문제의 원인이라고 지적했다. 노엘은 전통적으로 기타연주가 주를 이루는 페스티벌에서 제이지를 헤드라인으로 지정한 주최측을 비판하며 이렇게 말했다. "만약 부숴지지도 않았고 문제도 없다면 고치려 들지마. 만약 네가 부숴버리기 시작한다면 사람들은 가지 않을 거야. 미안하지만 제이지라고? 어림도 없지. 난 글래스톤베리에서 힙합은 안 볼거야." 논란은 몇 달 사이 가수들, 기획자들, 팬들이 각각 찬반을 다투는 상황으로 번져갔다. 제이지는 이에 대해 이렇게 반응했다. "우린 기타를 연주하지 않아, 노엘. 하지만 힙합은 다른 음악과는 또 다른 매력이 있어. 이 헤드라인 쇼는 당연한 진행과정이야. 랩은 아직도 진화하고 있지. 플라티늄 앨범이 된 Bronx 와 런 디엠씨의 멤버 아프리카 밤바타의 디제잉에서부터 그래미상 랩부문에서 처음으로 수상한 DJ Jazzy Jeff & The Fresh Prince까지, 난 그저 다음 차례일 뿐이야. 우린 서로의 음악 장르를 존중해주면서 앞으로 나아가야해."
제이지는 그의 2008년 글래스톤베리 페스티벌 오프닝을 오아시스의 〈Wonderwall〉의 커버버전으로 막을 열었다. 노엘이 이 사건에 대해 질문을 받았을 때 그는 말했다. "이런 일이 일어나게 된 건 내가 제이지는 글래스톤베리에서 공연할 자격이 없다는 말을 했을 때 겠지. 그건 진짜 말도 안되는 헛소리였다니까. 전엔 비행기에서 내렸는데 누가 몇 년 만에 처음으로 글래스톤베리가 티켓 매진 실패했는데 이게 만약 제이지 때문이라면 어떻게 생각하냐고 물어보더라구. 거기서부터 내가 Speakers' Corner(영국에 있는 자유발언대)의 주황색 발판 위에 서서 "들어봐, 형제 자매들. 이번년도 글래스톤베리에서 무슨 일이 일어나고 있는지 알아?"라고 외치지 않으면 안되는 상황까지 오게 된거지. 그러니까 말이야, 만약 내가 '맥도날드에 있는 치킨 샌드위치들은 말그대로 틀려먹었어'라고 한다해서 그게 세상 모든 닭들이나 샌드위치를 욕하게 되는 건 아니란 소리야. 전에 도쿄에서 제이지를 만났는데 거기서 그의 공연을 본 적이 있어. 내 취향은 아니었지만 괜찮더라. 우린 모두 크리스 마틴을 친구로 두기도 한걸. 난 그저 힙합의 충격적인 표현을 싫어하는 남자일 뿐이야. 랩퍼나 힙합, 그걸 좋아하는 사람들을 싫어하진 않아. 80년대 랩이 한창 영감을 주고 있을 때 맨체스터에서 열린 데프잼 투어에 갔던 적도 있어. 퍼블릭 에네미는 굉장했지. 근데 항상 지위나 재산에 대해서만 얘기하고 있어서 나한텐 그다지 와닿지 않았어." 제이지가 이러한 노엘의 코멘트에 대해 질문 받았을 때 그는 이렇게 대답했다. "노엘이랑 말해본 지는 꽤 됐지만 그가 연락하려고 한단 소리를 들었어. 난 아무 유감없고, 모든 게 다 괜찮아. 언제나 말해왔지만 난 그냥 좋은 음악 나쁜 음악이 따로 있다고 생각하지 않는 거야. 내 초창기 인터뷰들을 보라구.난 언제나 사람들이 쉽게 파악하기 위해 음악에 규정짓는 선들과 분류 따위를 믿지 않는다고 말해 왔었지." 또한 앞으로 어떤 가수와 작업을 하고 싶냐는 질문에 그는 "아무나. 오아시스도 뭐. 상관없어."라고 대답하였다.

## 정치사상
노엘은 그의 정치적인 관점에 대해 몇몇 경우(특히 가장 현저한 경우는 그가 1997년 다우닝 10가의 토니 블레어를 방문하러 갔던 때)에 있어서 거리낌없이 말하곤 한다. 1997년 한 인터뷰에서 그가 왜 블레어를 방문했는지에 대한 질문을 받았을 때 그가 답하기를, "나는 다우닝 10가에 가라는 많은 선전을 받았는데, 사실 이건 말이야, 나는 어쨌건 절대로 나 자신을 반역자라고 생각해 본 적이 없거든. 난 거기에 '인디 커뮤니티'를 대표해서 간 게 아니야. 난 아무도 대표하지 않았다고. 난 그냥 나로써 거기 간거야. 너는 내가 학교에 다녔던 때와 내가 태어났을 때 우리가 우파의 보수당 정권시기 하에 있었던 걸 미루어 이해하면 돼. 사람들은 정확히 언급하지 않고, 그들은 '그는 토니 블레어를 만나러 갔어.'라고 이야기하지. 아니야. 나는 '노동당' 수상을 만나러 간 거였어. 우리 부모님은 항상 우리에게 노동당은 민중을 위한 것이고, 보수당은 아니라고 되풀이해서 말하셨지. 나는 노동당 수상을 만나러 간 거였어. 그게 다야."
2007년 한 인터뷰에서 정치사상에 대한 질문을 받았을 때, 그는 "난 내 일평생 동안 실업자였지. 그(토니 블레어)가 당선되었을 때 그건 나에게 큰 일이었어. 지금 데이빗 카메론은 우리의 토니 블레어와 전혀 다를 바가 없고 고든 브라운은 우리의 데이빗 카메론과 전혀 다를 바가 없어. 그들은 모두 똑같아. 다를 바가 없다고. 그리고 지난 30년 동안 가장 커다란 정치 아이콘이 마거릿 대처였다는 게 날 짜증나게 해. 그 여자는 병신이야. 어떤 사람은 노동 계급을 파괴하려고 노력하지. 그건 날 열받게 해. 그래서 난 진짜로 투표할 만한 사람이 있다고 생각하지 않아. 개인적으로, 나는 내가 투표에 의해 5년마다 모든 걸 한 번에 바꿀 수 있다고 믿어. 내 요점은 결정표는 똑같은 사람이 당선된다는 걸 의미한다는 거야. 유일한 차이점은, 한 사람은 빨간 타이를 하고 한 사람은 파란 타이를 한다는 거지. 그게 다야. 그래서 난 내가 갤러거 정당을 만들어야겠다고 생각하지."
그는 버락 오바마의 성공적인 미국 대통령 입찰에 관한 지지를 공개적으로 하며 2008 Dermocratic National Convention에서의 "spellbinding" 연설을 수락하였다.
1997년 그는 뉴욕의 티베트 자유 콘서트에서 5곡을 연주했다. 결과적으로 오아시스는 중국 정부에 의해 '적합하지 않음'으로 간주되었고, 2009년 중국에서의 투어 계획은 취소되었다.
그는 또한 칼로 인한 범죄에 대해 목소리를 낸다. 그는 한 기자에게 말하였다. "모든 게 대처 시대로 돌아가고 있어. 이렇게 말하는 게 진부하다는 건 알지만, 모든 게 갑자기 다 잘 안 되어가고 있어. 만약 네가 북부 지방의 아무 도시나 간다면 텅빈 집들이 줄줄이 서 있는 걸 볼 수 있을 거야. 그들은 심지어 그 텅빈 집들을 허물거나 새로 무언가를 지을 돈조차 없어. 그리고 이게 모든 것의 시작이지. 만약 걔들이 아무것도 가지고 있지 않다면 대체 뭘 할 수 있겠어?"
인터뷰어가 그에게 지위에 관해 질문했을 때 그는 "나에게 있어서 지위는 어떤 사람이 되도록 노력하는 거지, 다른 사람을 죽이려고 노력하는 게 아니었어. 도대체 모든 게 얼마나 많이 변한거지?"라고 답변하였다.

## 악기
노엘 갤러거는 활동하는 동안 그의 수집품들인 폭넓은 종류의 기타와 이펙트 페달 및 앰프를 사용했다.

### 일렉트릭 기타
- 에피폰 슈퍼노바(Epiphone Supernova) - 이 기타는 노엘이 직접 사용하지 않았다. 노엘이 에피폰 쉐라톤과 리비에라를 베이스해서 디자인한 유니언 잭 무늬의 모델을 에피폰이 시그니처로 생산한 모델이다. 영국의 기타 회사인 Indie Guitar에서 같은 무늬를 IAS 620 Unionjack 라는 이름으로 생산해 내고 있다.
- 에피폰 리비에라(Epiphone Riviera) - 일본 OEM 회사인 마츠모쿠 공업 (Matsumoku)이 1983년에 생산한 레드와인색 리비에라를 갖고있다. 1995년 MG투어의 메인기타로 사용했다. 또한 〈Don't Look Back In Anger〉의 뮤직비디오에서 볼 수 있다.
- 에피폰 레스폴(Epiphone Les Paul) - 오아시스 데뷔 전, 초기에 노엘이 사용한 주 기타이다.〈Supersonic〉의 뮤직비디오에서 볼 수 있다.
- 에피폰 쉐라톤(Epiphone Sheraton) - 1996년부터 1998년까지 노엘은 두 종류의 에피폰 쉐라톤 모델을 사용했다. 하나는 1996년 메인로드 공연에 스스로 리피니쉬한 유니언 잭무늬의 모델이다. 나머지 하나는 넵워쓰 공연부터 《Be Here Now》투어까지 사용한 선버스트 색상, 픽가드에 맨체스터 시티 FC 마크 스티커가 붙여진 모델이다. 두 기타 모두 1964년 생산 모델이다.
- 에피폰 카지노(Epiphone Casino) - 《Be Here Now》의 투어공연과 스튜디오에서 사용되었다.
- 깁슨 ES-355(Gibson ES-355) - 2002년부터 해체 전까지 노엘이 거의 모든 공연에서 사용한 메인 기타는 빅스비(Bigsby)가 장착된 체리색의 깁슨 ES-355이다. 노엘은 또한 앨범《Be Here Now》의 트랙〈The Girl In The Dirty Shirt〉의 연주에 쓰이기도 했던 1969 타바코 선버스트 ES-355(tobacco sunburst ES-335)도 갖고 있다.[105] 또한 《Be Here Now》투어에서 〈D'You Know What I Mean?〉을 연주할 때 사용됐다.
- 깁슨 ES-345(Gibson ES-345) - 노엘의 체리 ES-355와는 다르게, 그의 ES-345는 빅스비와 "split diamond" 인레이가 없고 대신 "flowerpot" 헤드스톡 인레이가 있다.
- 깁슨 ES-335(Gibson ES-335) - 곡 〈The Girl In The Dirty Shirt〉를 포함한 다양한 스튜디오 녹음에 사용되었다.
- 깁슨 레스폴(Gibson Les Paul) - 노엘은 에피폰 레스폴을 대신해서 조니 마에게 받은 깁슨 레스폴을 DM투어의 메인기타로 사용한다. 더 후의 기타리스트 피트 타운센드의 소유였던 기타도 그 중 하나이다. 2000년부터 2002년의 공연에서 59년 히스토릭 타바코 선버스트를 메인 기타로 사용했다. 2008년 오아시스의 웸블리 콘서트에서 노엘이 이 기타를 사용한 곡은〈Cigarettes & Alcohol〉뿐이었다.
- 깁슨 트리니 로페즈(Gibson Trini Lopez) - 곡〈Lyla〉와 〈Hindu Times〉의 뮤직비디오를 위해 사용되었다.
- 깁슨 플라잉 브이(Gibson Flying V) - 1997년부터 1998년경 잠시 사용되었다. 〈D'You Know What I Mean?〉의 뮤직비디오에서 볼 수 있다.
- 깁슨 SG(Gibson SG) - 1996년 메인 로드에서 사용한 커스텀 모델. 최근 조지 해리슨이 사용했던 모델과 비슷한 모델을 입수한 것으로 보인다.
- 깁슨 파이어버드(Gibson Firebird) - 곡〈Morning Glory〉, BBC프로그램 Top of the Pops의 〈Rock and Roll Star〉무대, 그리고 〈Live Forever〉미국 홍보 비디오등 굉장히 많은 녹음에 사용된 1967 깁슨 파이어버드는 후에 broker Rock Stars Guitars에서 매각되었다.[105] 또한 〈Cigarettes and Alcohol〉의 뮤직비디오에서 리버스 파이어버드를 볼 수 있다.
- 리켄배커 330 메이플글로(Rickenbacker 330 Mapleglo) - 메이플글로는 색상을 말한다. 2000년 즈음 사용되었다. 그 중 하나는 폴 웰러에게서 선물받은 것이다.
- 펜더 텔레캐스터(Fender Telecaster) - 노엘은 가끔 다양한 펜더 텔레캐스터를 사용해왔다. 2000년에는 〈Don't Look Back in Anger〉의 연주를 위해 분홍색 페이즐리 텔레캐스터를 사용했다.[106] 그 중 하나는 후에 조니 뎁의 30번째 생일날 선물로 주었다.
- 펜더 재규어(Fender Jaguar)

### 어쿠스틱 기타
- 노엘은 어쿠스틱 공연에서 주로 사용하는 두개의 다른 깁슨 SJ-200을 갖고 있다. 하나는 넥 조인트 바로 위에 아디다스 스티커가 붙어있고 클래식 깁슨 '블록' 타입 프렛마커가 있는 것으로 주로 라이브 공연에 사용되며 사운드홀 싱글코일 픽업이 장착되어 있다. 넥과 헤드에 바인딩이 없는 모델이다.[107] 노엘의 두 번째 SJ-200은 첫 번째 모델과는 다른 Ronnie Wood 시그니쳐 모델이다. 원래의 사운드홀 양쪽에 붙여져있는 픽가드를 떼어내고 갈색의 픽가드를 부착하여 사용하였다. 또한 프렛마커도 깁슨 블록타입 인레이와는 다른 꽃모양의 프렛마커이다. 다만 픽업은 비슷한 종류가 장착되어 있다. 특히 이 기타는 2006년 11월 28일 파리에서의 녹화를 마지막으로 끝난 노엘의 솔로 투어에서 가장 주목된다.[108]
- 노엘은 넓은 범위의 빈티지 깁슨과 마틴 기타들도 가지고 있다. 앨범《Dig Out Your Soul》에서는 1970 마틴 D-28이 사용되었고, 스튜디오 혹은 무대 위해서 사용되었다고 알려진 다른 어쿠스틱 기타들로는 타카미네 EF-325SRC, 타카미네 FD-460SC, 타카미네 EG335 12현과 타카미네 NV360S등이 있다.[104]
- 오아시스 초기 노엘이 깁슨 SJ-200을 가지고 있지 않을 때 그는 광범위한 에피폰 EJ-200을 연주했었다. 이 기타는〈Wonderwall〉뮤직비디오와 폴 웰러와 함께한〈Talk Tonight〉라이브 무대에서 볼 수 있다.

### 앰프
노엘은 앰프를 자주 바꾸는 것으로 유명하다. 오아시스 초기와 그 시기 중요앨범 《Definitely Maybe》의 녹음 기간 동안, 노엘은 마샬 발브스테이트 8080(Marshall Valvestate 8080 solid-state combo) 솔리드 스테이트 콤보와 오버드라이븐 복스 AC-30(overdriven Vox AC-30)등의 앰프를 사용했다. 오아시스가 처음 텔레비전에 출연했을 때 복스는 WEM 도미네이터 25-와트 튜브 콤보(WEM Dominator 25-watt tube combo)로 바뀌어 있었다. 그러나 그들이 앨범을 출시하기 전에 투어를 했을 때 그 레코딩 셋업들은 이미 100-와트 마샬 JCM-900 헤드(100-watt Marshall JCM-900 head)와 한두개의 매칭 4x12 캐비닛(matching 4x12 cabinets)들 때문에 방치되어 있었다. 《(What's the Story) Morning Glory?》의 앨범출시와 동시에 노엘은 더욱 다양한 앰프와 함께 나타난다. 몇몇 자료는 한 쌍의 오렌지 오버드라이브 120 헤드(Orange Overdrive 120 head)와 4개의 매칭 4x12 캐비닛(matching 4x12 cabinet)을 사용했다고 말하지만, 이 시기의 사진들을 보면 노엘이 JCM 900 스택(JCM 900 stack)을 사용하고 있음을 명확히 알 수 있다. 하지만 정확한 기록이 없고, 노엘이 당시 다양한 앰프를 사용했다는 점을 고려해 보면 두 가지 주장 모두 가능한 일이다. 확실히 1997년과 2000년 사이엔 그가 어떤 것을 이용해왔는지에 대한 현존하는 기록은 찾을 수 없고 그가 일관된 앰프를 사용했는지 조차 불확실하다.
2000년부터 노엘의 셋업은 15-와트 펜더 블루스 주니어(15-watt Fender Blues Junior)의 등장과 함께 그 때부터 거의 바뀌지 않고 있다. 한 때는 한 쌍의 블루스 주니어(Blues Junior)와 셀레스천 G-12(Celestion G-12)로 이루어진 마샬 4x12 캐비닛(Marshall 4x12 cabinet)을 사용하기도 했다. 이 시기 노엘이 사용했다고 보여지는 다른 앰프들로는 클라크 보퍼트 콤보(Clark Beaufort Combo)와 클라크 타이거 콤보(Clark Tyger Combo)가 있다. 현재 가장 자주 보이는 그의 장치는 빈티지 복스 AC-50 헤드(vintage Vox AC-50 head)와 또다른 오버드라이브 120(Overdrive 120)이라고 생각되는 정체불명의 오렌지 헤드(Orange head)이다. 《Don't Believe the Truth》의 투어 기간 동안에는 펜더 베이스맨 헤드(Fender Bassman head)와 복스 AC50 헤드(Vox AC50 Head)를 사용했고, 2008년에는 세개의 2x12 세로용 하이와트 100콤보(2x12 Vertical Custom Hiwatt 100 combo)와 짝지어진 블루스 주니어로 노엘의 장치는 다시 한 단계 발전한다. 또한 영국 캠던 라운드하우스에서 열린 아이튠즈 페스티발에서는 2x12 하이와트 콤보(2x12 Hiwatt combo)중 하나가 하이와트 앰프 헤드(Hiwatt amplifier head)와 매칭 2x12 캐비닛(matching 2x12 cabinet)으로 바뀐 것을 볼 수 있다.

### 이펙트
오아시스 초기에 노엘의 이펙트 셋업은 딜레이 페달과 롤랜드 스페이스 에코로, 그다지 다양하지 않았다. 하지만 2002년 그의 페달 보드는 거대 미디 콘트롤러를 비롯한 많의 양의 스톰박스 포함하게 되면서 다양해졌다. 아래 목록은 1994년부터 2009년까지 노엘이 사용했던 것으로 알려진 기타 이펙트 리스트이다.

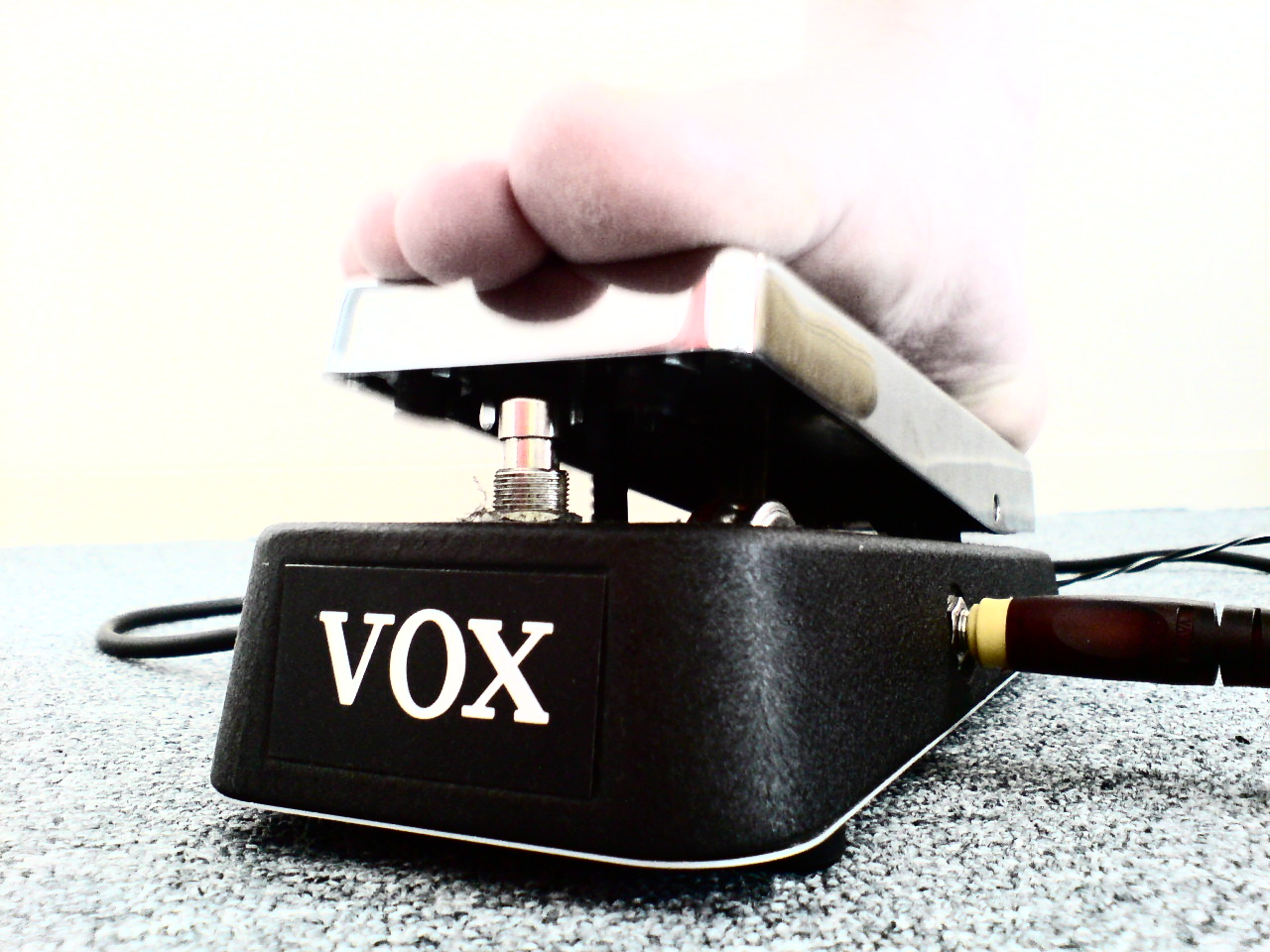
복스 와 페달

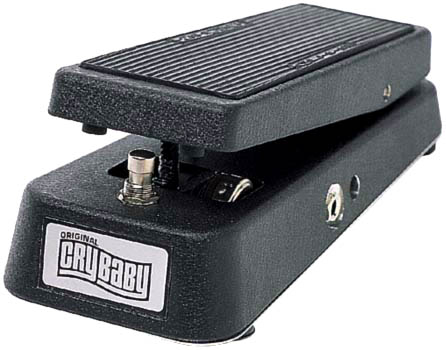
던롭 크라이베이비

- 아이바네즈 TS-9 튜브스크리머 (Ibanez TS-9 Tubescreamer)
- 피트 코니쉬 SS-2 (Pete Cornish SS-2 )
- THC 핫플레이트 파워 감쇠기 (THC Hotplate Power Attenuator)
- 롤랜드 스페이스 에코 (Roland Space Echo)
- 보스 DD-3 디지털 딜레이 (Boss DD-3 Digital Delay)
- 보스 PH-2 슈퍼 페이저 (Boss PH-2 Super Phaser)
- 보스 CS-3 컴프레션/서스테이너 (Boss CS-3 Compression/Sustainer)
- 보스 TU-2 크로마틱 튜너 (Boss TU-2 Chromatic Tuner)
- 라인 6 DL4 딜레이 모델러 (Line 6 DL4 Delay Modeler)
- 휴즈 & 케트너 튜브 로토스피어 (Hughes & Kettner Tube Rotosphere(레슬리 스피커(Leslie speaker)를 모방)
- 보스 AC-2 와 AC-3 어쿠스틱 시뮬레이터 (Boss AC-2 and AC-3 Acoustic Simulators)
- 웨이 휴즈 아쿠아 퍼스 딜레이 (Way Huge Aqua Puss Delay)
- 던롭 크라이베이비 와 (Dunlop Crybaby Wah)
- 다양한 복스 와 페달 (Various Vox Wah pedals)
- 보스 RV-3 와 RV-5 리버브 (Boss RV-3 and RV-5 reverb)
- 보스 PN-2 트레몰로/팬 (Boss PN-2 Tremolo/Pan)
- SIB 에코드라이브 (SIB Echodrive)
- 보스 LS-2 라인 셀렉터 (Boss LS-2 Line Selector)
- 아날로그맨 킹 오브 톤 오버드라이브 (Analogman King Of Tone Overdrive)
- 댄일렉트로 댄-에코 딜레이 (Danelectro Dan-Echo Delay)
- 보스 HR-2 하모니스트 (Boss HR-2 Harmonist)

고려해야 할 점은 노엘이 오아시스 활동기간 동안 상당수의 랙마운트들과 함께 엄청난 양의 이펙트 페달을 사용했다는 점이다. 완전한 목록을 편집하는 것은 아마도 불가능에 가까울 것이다.

## 음반 목록

### 음반
- 2009년 《The Dreams We Have As Children (Live for Teenage Cancer Trust)》
- 2011년 《Noel Gallagher's High Flying Birds》
- 2015년 《Chasing Yesterday》
- 2017년 《Who Built the Moon?》

### 참여곡
- 1996년 Mojo Filters의 〈Come Together〉에 기타로 참가. 보컬은 폴 웰러, 베이스는 폴 매카트니.
- 1997년 케미컬 브라더스의 앨범《Dig Your Own Hole》의 트랙〈Setting Sun〉에 보컬로 참가.
- 1998년 Goldie의 〈Temper Temper〉에 기타로 참가. PV에도 출연.
- 1998년 《The X-Files: The Album》의 트랙 〈Teotihuacan〉를 작곡.
- 1999년 케미컬 브라더스의 앨범《Surrender》의 트랙 〈Let Forever Be〉에 보컬로 참가.
- 2000년 프라우드 메리(Proud Mary)의 《The Same Old Blues》의 프로덕션, 추가 보컬, 기타, 베이스, 타악기를 담당.
- 2004년 이언 브라운에게 〈Keep What Ya Got〉의 악곡을 제공. PV에도 출연.
- 2004년 프로디지의 〈Shoot Down〉에 베이스로 참가.

### 폴 웰러와의 작업
- 1995년 음반 《Stanley Road》(영국 1위)의 〈I Wark On Gilted splinters〉에 기타로 참가.
- 1999년 더 잼의 헌정 음반 《Fire And Skil》의 〈To Be Someone〉을 커버, 리암 갤러거가 보컬을 맡은 〈Carnation〉에 기타로 참가.
- 2002년 음반 《Illumination》(영국 1위)의 〈OneXOne〉에 베이스, 퍼커션, 드럼으로 참가. 기타는 겜 아처.
- 2008년 음반 《22 Dreams》(영국 1위)에 키보드, 베이스로 참가. 기타는 겜 아처.

## 차트 순위
| 년도 | 곡명                             | UK  | 앨범                                                           |
| ---- | -------------------------------- | --- | -------------------------------------------------------------- |
| 2009 | 〈Don't Look Back in Anger〉     | 101 | The Dreams We Have as Children (Live for Teenage Cancer Trust) |
| 2009 | 〈Talk Tonight〉                 | 119 | The Dreams We Have as Children (Live for Teenage Cancer Trust) |
| 2009 | 〈Cast No Shadow〉               | 120 | The Dreams We Have as Children (Live for Teenage Cancer Trust) |
| 2009 | 〈(It's Good) To Be Free〉       | 121 | The Dreams We Have as Children (Live for Teenage Cancer Trust) |
| 2009 | 〈The Importance of Being Idle〉 | 141 | The Dreams We Have as Children (Live for Teenage Cancer Trust) |